# 模擬市民2：開店達人
《模擬市民2：開店達人》是模擬市民2的第三款資料片，讓模擬市民能在公共用地或自己的家裡開展他們的事業。

## 概述
《模擬市民2：開店達人》能讓模擬市民來開設和經營自己的事業，他們可在社區購買不動產或利用自家作為開設事業的地方，然後他們得應用適宜的經營策略來使自己的事業取得成功，不然便容易遭到破產的危機。
此資料片新增的功能包括新的子社區「碧水村莊」、才能獎章、機械人和新的建築工具等。

## 遊戲特色

### 碧水村莊
碧水村莊是遊戲主社區中的一個子社區，其性質類似於商業街。市民可在碧水村莊中購買預建的物業經營事業，亦可到已有人經營的商店購物。

### 經營事業
事業的類型，以用地劃分。模擬市民在自己家中的用地開啟事業，就是家庭事業。購買其他社區的用地來發展，則為普通事業。模擬市民需要購買一個開／關 的牌，以及一部電話，才能正常地建立自己的事業。

### 才能獎章
在模擬市民 2：開店達人中，增加了才能獎章的制度。才能獎章是商店聘請員工的一種指標，也可說明是一種「工作經驗」的憑證。商店可能需要補貨員、推銷員等工作。而才能獎章則是他所獲得的「文憑」。玩家可以根據這些獎章的多少及高低去決定是否聘請該員工。當然，玩家也可以聘請一些全無技能及獎章的員工。這全是玩家的決定。

### 模擬機器人
模擬機器人是一個開店達人的新角色。它是一個機器人，由擁有金機器人科學獎章的模擬市民經機器人工作台所製造。模擬機器人基本上與人沒有分別，可以做人可以做的大部份活動，包括嘿咻以及找工作，不過不能夠生兒育女（應 該是製造出來的）。每個模擬機器人預設有隨機幾個金才能獎章及其他已滿的技能。
這個模擬機器人不是模擬城市 4 的機器人，會射炸彈出來。它與模擬市民：美麗人生的機器人一樣，是人類的朋友。

### 建築
《開店達人》亦增加很多建築工具供玩家裝潢他們的用地。電梯可讓市民快捷地到達不同的樓層，市民亦可在電梯裡與情人嘿咻，還能遇到恐怖的電梯墮落意外。玩家能建造雨篷、室內地台和不同幾何樣式的屋頂使房子變得更有特色。門戶亦能被玩家鎖上，防止員工和顧客進入模擬人的私人空間。

## 外部連結
- 模擬市民2：開店達人官方網站（美國） （英文）
- 模擬市民2：開店達人官方網站（台灣） （繁體中文）